# Helgon.se
Helgon.se eller bara Helgon, tidigare Helgon.net, är ett svenskt webbcommunity, startat 2002 och hade 2012 ca 44 000 registrerade konton. Tanken är, enligt sajtens startsida, att det ska "vara ett community för människor med alternativa kläd- och musikstilar som synthare, gothare, hårdrockare, punkare och andra närliggande stilar". Den primära åldersmålgruppen är 16–40 år. Helgon var som populärast under 00-talet och hade som mest över 200 000 användare.
På Helgon.se har man, i likhet med de flesta andra communitys, tillgång till en personlig presentationssida, anteckningsblock, gästbok, dagbok, mejl, vänner-lista och ett galleri där man kan ladda upp sina egna bilder. Det finns även ett stort antal diskussionsforum och ett klotterplank som fungerar som en öppen chatt.
Helgon.se ägdes mellan 2009 och hösten 2012 av FBTS Holding-koncernen, som har gemensam ägare med företaget Festivalbussen. I oktober 2012 överfördes ägarskapet till det nybildade bolaget Helgon Holding HB som delägdes av två användare på hemsidan.
2016 bytte bolaget namn till Helgon Handelsbolag som numera ägs av tre användare på communityn.